# U Can’t Touch This
U Can’t Touch This (englisch etwa für „Da kommst du nicht ran“ oder „Du kannst mir nicht das Wasser reichen“) ist ein Lied des US-amerikanischen Rappers MC Hammer. Der Song ist die erste Singleauskopplung seines dritten Studioalbums Please Hammer, Don’t Hurt ’Em und wurde am 13. Januar 1990 veröffentlicht. U Can’t Touch This ist das bekannteste und erfolgreichste Lied des Künstlers.

## Inhalt
In U Can’t Touch This preist MC Hammer vor allem sich selbst und seine Musik. Er macht deutlich, dass kein anderer an ihn herankomme oder ihm „das Wasser reichen“ könne. Für sein Talent bedankt er sich bei Gott und fordert die Hörer zum Tanzen auf.

“I told you homeboy (You can’t touch this)

Yeah, that’s how we livin’ and ya know (You can’t touch this)

Look in my eyes, man (You can’t touch this)

Yo, let me bust the funky lyrics (You can’t touch this)”

## Produktion
MC Hammer produzierte den Song selbst und verwendete für die eingängige Melodie ein Sample des Riffs des Liedes Super Freak von Rick James aus dem Jahr 1981. Somit sind neben MC Hammer auch Rick James und der Songwriter Alonzo Miller als Autoren angegeben.

## Musikvideo
Bei dem zu U Can’t Touch This gedrehten Musikvideo führte der britische Regisseur Rupert Wainwright Regie. Es verzeichnet auf YouTube über 739 Millionen Aufrufe (Stand Oktober 2022).
Das Video zeigt MC Hammer, der zum Song an verschiedenen Orten, überwiegend vor einem weißen Hintergrund, tanzt und rappt. Zumeist wird er dabei von sportlichen Frauen begleitet, die ebenfalls synchron tanzen. In einzelnen Szenen sind auch andere tanzende Männer zu sehen. Zu den dargestellten Tanzstilen zählen unter anderem der Running Man und der Hammer Dance.
Bei den MTV Video Music Awards 1990 erhielt das Musikvideo die Preise in den Kategorien Best Rap Video sowie Best Dance Video und war zudem in den Kategorien Best Male Video, Best Choreography und Best Editing nominiert.

## Single

### Covergestaltung
Das Singlecover zeigt MC Hammer, der einen schwarzen Anzug trägt und einen Sprung macht, wobei er den Betrachter anlacht und die Arme von sich streckt. Am oberen Bildrand befindet sich der Schriftzug MC Hammer in Schwarz bzw. Orange, während der Titel U Can’t Touch This, ebenfalls in Schwarz-orange, in größeren Buchstaben im unteren Teil des Bildes steht. Der Hintergrund ist in den Farben Gelb und Blau gehalten.

### Titellisten
Version 1
1. U Can’t Touch This (Club-Mix) – 4:17
2. U Can’t Touch This (Instrumental) – 4:17
3. Dancin’ Machine (Club) – 5:29
4. Dancin’ Machine (Instrumental) – 2:53

Version 2
1. U Can’t Touch This (Video-Mix) – 4:06
2. U Can’t Touch This (LP-Version) – 4:17
3. It’s Gone – 3:54

### Chartplatzierungen
U Can’t Touch This stieg am 9. Juli 1990 auf Platz 76 in die deutschen Charts ein und erreichte neun Wochen später mit Rang 2 die höchste Position. Insgesamt konnte sich der Song 25 Wochen in den Top 100 halten, davon zwölf Wochen in den Top 10. In den deutschen Jahrescharts 1990 belegte die Single Platz 17. Besonders erfolgreich war das Lied in den Niederlanden, in Belgien, Schweden, Australien und Neuseeland, wo es jeweils die Chartspitze belegte. Ebenfalls die Top 10 erreichte der Song unter anderem in der Schweiz, im Vereinigten Königreich, in Österreich, Norwegen sowie in den Vereinigten Staaten.
| ChartsChartplatzierungen       | Höchstplatzierung | Wochen |
| ------------------------------ | ----------------- | ------ |
| Deutschland (GfK)              | 2 (25 Wo.)        | 25     |
| Österreich (Ö3)                | 5 (17 Wo.)        | 17     |
| Schweiz (IFPI)                 | 2 (17 Wo.)        | 17     |
| Vereinigte Staaten (Billboard) | 8 (17 Wo.)        | 17     |
| Vereinigtes Königreich (OCC)   | 3 (16 Wo.)        | 16     |

| ChartsJahrescharts (1990)      | Platzierung |
| ------------------------------ | ----------- |
| Deutschland (GfK)              | 17          |
| Österreich (Ö3)                | 29          |
| Schweiz (IFPI)                 | 15          |
| Vereinigte Staaten (Billboard) | 55          |
| Vereinigtes Königreich (OCC)   | 16          |

### Auszeichnungen für Musikverkäufe
U Can’t Touch This wurde noch im Erscheinungsjahr für mehr als 250.000 Verkäufe in Deutschland mit einer Goldenen Schallplatte ausgezeichnet. In den Vereinigten Staaten erhielt der Song 2024 für über vier Millionen verkaufte Einheiten vierfach-Platin. Da U Can’t Touch This nicht überall vorab als Single veröffentlicht wurde, kauften viele Menschen stattdessen das zugehörige Album Please Hammer, Don’t Hurt ’Em, das sich vor allem infolge des Hits weltweit über 18 Millionen Mal verkaufte und zu den kommerziell erfolgreichsten Rapalben der Geschichte zählt.
| Land/Region                  | Auszeichnungen für Musikverkäufe (Land/Region, Auszeichnung, Verkäufe) | Verkäufe  |
| ---------------------------- | ---------------------------------------------------------------------- | --------- |
| Australien (ARIA)            | 2× Platin                                                              | 140.000   |
| Brasilien (PMB)              | Gold                                                                   | 30.000    |
| Deutschland (BVMI)           | Gold                                                                   | 250.000   |
| Kanada (MC)                  | Gold                                                                   | 50.000    |
| Neuseeland (RMNZ)            | Gold                                                                   | 5.000     |
| Niederlande (NVPI)           | Gold                                                                   | 75.000    |
| Schweden (IFPI)              | Gold                                                                   | 25.000    |
| Spanien (Promusicae)         | Gold                                                                   | 30.000    |
| Vereinigte Staaten (RIAA)    | 4× Platin                                                              | 4.000.000 |
| Vereinigtes Königreich (BPI) | Platin                                                                 | 600.000   |
| Insgesamt                    | 7× Gold · 7× Platin ·                                                  | 5.205.000 |

Bei den Grammy Awards 1991 gewann U Can’t Touch This die Preise in den Kategorien Best Rap Solo Performance sowie Best R&B Song und war zudem als erster Rapsong in der Hauptkategorie Record of the Year nominiert, in der er aber Another Day in Paradise von Phil Collins unterlag.